# جو ن. بالارد
جو ن. بالارد (بالإنجليزية: Joe N. Ballard)‏ هو عسكري أمريكي، ولد في 27 مارس 1942 في أوكدل في الولايات المتحدة.